# De Pol (Gelderland)
De Pol is een wijk en voormalige buurtschap in de gemeente Oude IJsselstreek in de Nederlandse provincie Gelderland. De buurtschap is opgegaan in het dorp Ulft. De huidige wijk maakt deel uit van Ulft Noord-West.

## Geschiedenis
De Pol en de naburige buurtschap Oer lagen vlak bij Ulft. De beide buurtschappen werden al veel langer bewoond dan Ulft zelf. Doordat de fabrieken in en bij Ulft steeds meer werk boden, vestigden zich steeds meer mensen in Ulft. De gemeenschappelijke IJsselweiden, waaronder die van De Pol, werden na 1900 verdeeld. Iedereen kon een stuk grond kopen. Op deze gronden werden woningen voor de arbeiders gebouwd. De Pol groeide samen met de buurtschappen Oer en Ulft uit tot één groot dorp. In 1914 besloot het gemeentebestuur de drie buurtschappen samen het dorp Ulft te noemen. In 100 jaar tijd groeide Ulft uit tot het grootste dorp in de voormalige gemeente Gendringen.

## Molen
Tot 1951 was er een korenmolen gevestigd in de buurtschap en de latere wijk aan de Schuttersweg. Deze Polse Molen, ook wel De Pol genoemd was een windmolen van het beltmolen-type uit 1841. In de jaren 50 van de twintigste eeuw werd de molen gekortwiekt, alleen de romp bleef over. In 1978 werd er een expositieruimte in de romp gemaakt.